# Belluno (provins)
Belluno (Provincia di Belluno) är en provins i regionen Veneto i Italien. Belluno är huvudort i provinsen. Provinsen blev en del av Kungariket Italien när Kungariket Lombardiet-Venetien 1866 överfördes från Kejsardömet Österrike genom Pragfreden.

## Geografi
Bellunoprovinsen är ganska vidsträckt, och är nästan helt omgiven av bergsområden. Den omfattar de historiska regionerna Cadore, Feltrino, Alpago, Val di Zoldo, Agordino, Comelico och Ampezzano. Dolomiterna ingår i provinsens östra del liksom berömda Tofane, Marmolada och Cime di Lavaredo. Provinsen är rik på vatten i och med den breda floden Piave, med dess flöden Boite och Cordevole.
I den södra delen ligger Valbelluna, provinsens mest befolkade dalgång. Här ligger också Belluno Dolomites nationalpark.

## Världsarv i provinsen
- Dolomiterna som delvis ligger i provinsen är världsarv sedan 2009.

## Administration
Provinsen Belluno är indelad i 61 kommuner, se lista över kommuner i provinsen Belluno
Kommun Quero Vas bildades den 28 december 2013 genom en sammanslagning de tidigare kommunerna Quero och Vas. Kommunen Longarone nybildades den 22 februari 2014 genom en sammanslagning av tidigare kommunerna Castellavazzo och Longarone. Kommunen Alpago bildades den 1 januari 2016 genom en sammanslagning av de tidigare kommunerna Farra d'Alpago, Pieve d'Alpago och Puos d'Alpago. Kommunen Val di Zoldo bildades den 23 februari 2016 genom en sammanslagning av de tidigare kommunerna Forno di Zoldo och Zoldo Alto. Sappada flyttades från provinsen Belluno till provinsen Udine i Friuli-Venezia Giulia den 16 december 2017. Kommunen Borgo Valbelluna bildades den 30 januari 2019 genom en sammanslagning av tidigare kommunerna Mel, Lentiai och Trichiana..